# Midnight Sun (film)
Midnight Sun is een Amerikaanse romantische dramafilm uit 2018, geregisseerd door Scott Speer. De film is gebaseerd op de Japanse film Taiyō no uta uit 2006.

## Verhaal
Katie Price heeft de levensbedreigende ziekte Xeroderma pigmentosum. Hierdoor mag ze zich niet blootstellen aan zonlicht en mag ze overdag het huis niet verlaten. Ze wordt verzorgd door haar vader Jack en haar beste vriendin Morgan. Terwijl ze op een avond gitaar speelt aan het treinstation ontmoet ze Charlie, op wie ze reeds lang verliefd is. Geschrokken vertrekt Katie plotseling maar ze vergeet haar notitieboek. Charlie bewaart het notitieboek en de volgende dag ontmoet ze hem opnieuw als ze het notitieboek gaat ophalen. Ze wandelen samen en Charlie legt uit hoe hij een blessure opliep waardoor hij geen studiebeurs kreeg voor de Universiteit van Californië in Berkeley.
Katie heeft Charlie echter nog niet over haar ziekte verteld, ondanks dat haar vader haar had geadviseerd dit wel te doen. Charlie neemt Katie een nachtje mee naar Seattle. Ze gaan naar een liveshow en Charlie laat Katie een van haar liedjes spelen in een van de straten van de stad. Vervolgens gaan ze zwemmen in een meer en laten zich drogen bij een houtvuur op het strand. De zon komt al bijna op en Katie rent bang in de richting van haar huis. Charlie pakt haar vast en rijdt haar snel naar haar huis, maar ze haalt het niet op tijd en wordt enkele seconden aan het zonlicht blootgesteld. Katie rent naar binnen, terwijl Morgan en Jack kort daarna thuiskomen. Charlie staat nog steeds bij de voordeur en Morgan legt hem Katie's toestand uit. Als de dokters medische tests hebben uitgevoerd, concluderen ze dat Katie's hersenen krimpen en het slechts een kwestie van tijd is voordat ze sterft.
Katie's vingers beginnen te trillen waardoor ze geen gitaar meer kan spelen. Ze negeert berichten van Charlie omdat ze hem geen pijn wil doen. Jack overtuigt Katie om met Charlie te praten. Katie gaat naar het zwembad waar Charlie aan een zwemwedstrijd deelneemt. Op een avond neemt Charlie Katie mee uit en verrast haar door haar mee te nemen naar een opnamestudio, waar ze een lied zingt dat ze voor hem heeft geschreven. Kort daarna vertelt Charlie dat hij voor de laatste keer naar de boot gaat waarvoor hij die zomer zorgt. Katie herinnert zich dat Charlie haar eerder vertelde dat het zijn wens is om samen met haar te zeilen. Hoewel het overdag is gaat ze met hem mee varen. Katie voelt het zonlicht en brengt haar laatste momenten met Charlie door in de boot.
Enige tijd later gaat Charlie naar Katie's huis om afscheid te nemen van Jack omdat hij zijn zwemdromen gaat najagen. Jack vertelt Charlie dat Katie wilde dat hij het notitieboek zou krijgen. Charlie gaat op weg terwijl hij via de radio naar een lied van Katie luistert en het bericht leest dat Katie voor hem in het notitieboek heeft geschreven. Katie vertelt Charlie nieuwe dingen die op zijn pad komen na te volgen, in herinnering aan Katie naar de hemel te kijken en altijd te onthouden dat ze van hem houdt.

## Rolverdeling
- Bella Thorne als Katie Price
- Patrick Schwarzenegger als Charlie Reed
- Rob Riggle als Jack Price
- Quinn Shephard als Morgan
- Suleka Mathew als Dr. Paula Fleming
- Nicholas Coombe als Garver
- Ken Tremblett als Mark Reed
- Jennifer Griffin als Barb Reed
- Tiera Skovbye als Zoe Carmichael
- Austin Obiajunwa als Owen
- Alex Pangburn als Wes
- Paul McGillion als Blake Jones